# Джордж, Сьюзан (актриса)
Сью́зан Ме́лоди Джордж (англ. Susan Melody George; 26 июля 1950, Лондон, Англия, Великобритания) — английская актриса, кинопродюсер, певица, композитор и коневод.

## Биография
Сьюзан Мелоди Джордж родилась 26 июля 1950 года в Лондоне (Англия, Великобритания) в семье Нормана Альфреда Джорджа и Айлин Персиваль.
Сьюзан окончила «Corona Theatre School».
Сьюзан начала свою актёрскую карьеру в 1954 году. В 1962 году Джордж дебютировала в кино, сыграв роль в эпизоде «Рождественское шоу» телесериала «Шоу Дикки Хендерсона». Всего она сыграла в 61 фильме и телесериале.
Также Сьюзан является кинопродюсером, певицей, композитором и коневодом.
В 1984—2010 года (до его смерти) Сьюзан была замужем за актёром Саймоном МакКоркиндейлом (1952—2010).

## Избранная фильмография
актриса
| Год       |   | Русское название                | Оригинальное название     | Роль                          |
| --------- | - | ------------------------------- | ------------------------- | ----------------------------- |
| 1962      | с | Шоу Дикки Хендерсона            | The Dickie Henderson Show | имя персонажа неизвестно      |
| 1968      | с | Корень всех зол?                | The Root of All Evil?     | Дайан Фостер                  |
| 1969      | ф | Лола                            | Lola                      | Лола/Туинки/Сибил Лондонберри |
| 1971      | с | Сыщики-любители экстра класса   | The Persuaders!           | Мишель Дивин                  |
| 1971      | ф | Соломенные псы                  | Straw Dogs                | Эми Самнер                    |
| 1974      | ф | Грязная Мэри, сумасшедший Ларри | Dirty Mary, Crazy Larry   | Мэри Кумбс                    |
| 1975      | ф | Мёртвый сезон                   | Out of Season             | Джоанна                       |
| 1977      | ф | Тигровая акула                  | Tintorera                 | Габриела                      |
| 1978      | ф | Завтра не наступит никогда      | Tomorrow Never Comes      | Дженни                        |
| 1979—1980 | с | Непридуманные истории           | Tales of the Unexpected   | Мэри Марни/Мейбл Тейлор       |
| 1981      | ф | Входит ниндзя                   | Enter the Ninja           | Мэри-Энн Лэндерс              |
| 1981      | ф | Змеиный яд                      | Venom                     | Луиз Эндрюс                   |